# Pipistrellus

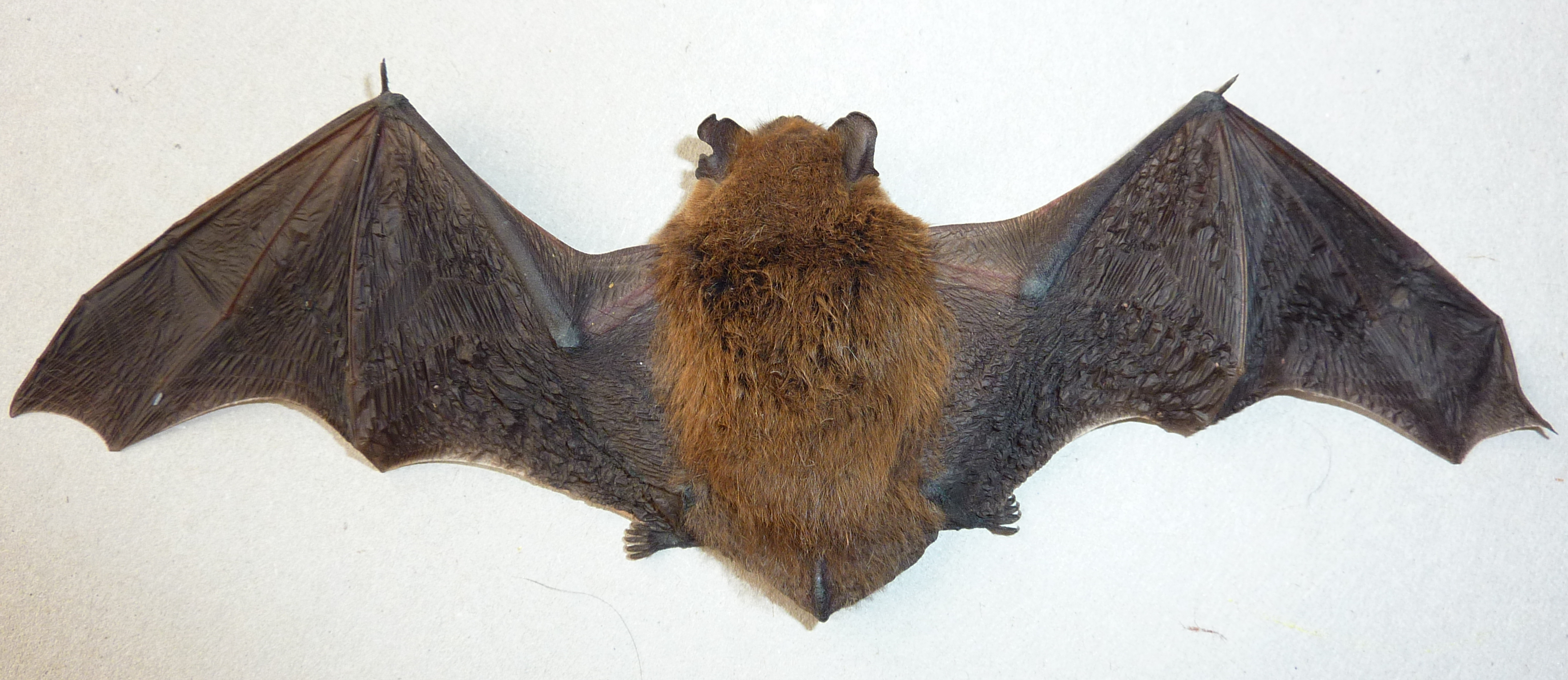
Pipistrellus kuhlii

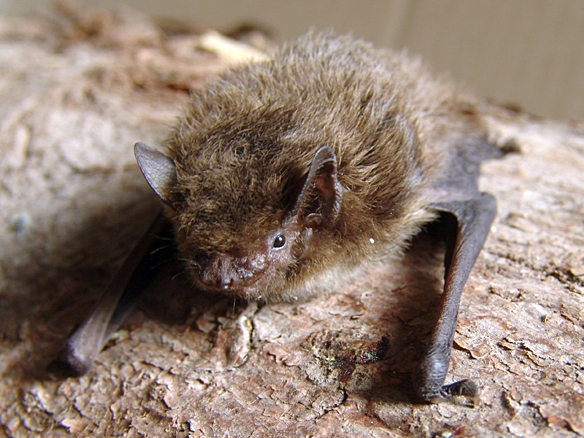
Pipistrellus nathusii

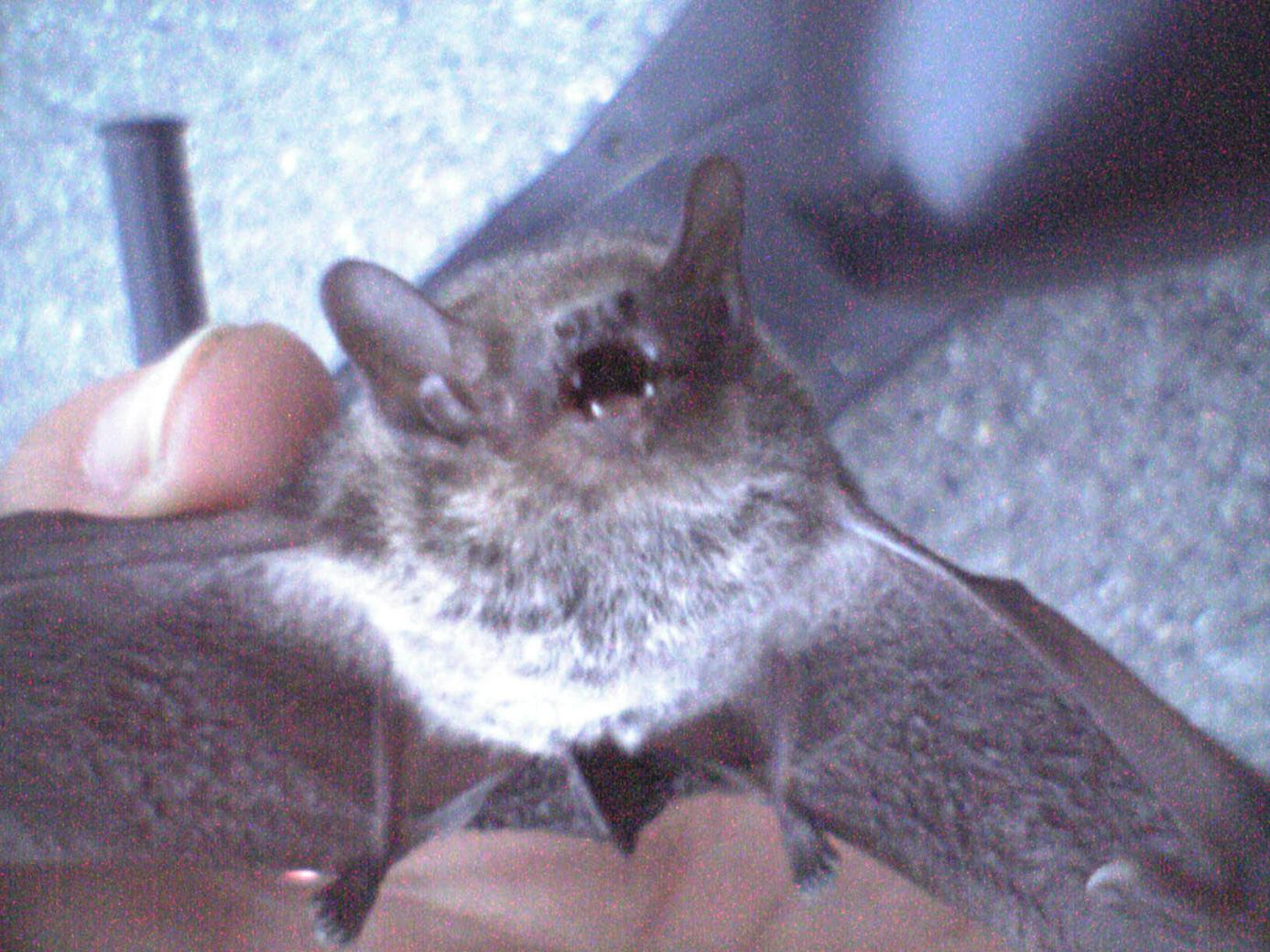
Pipistrellus abramus

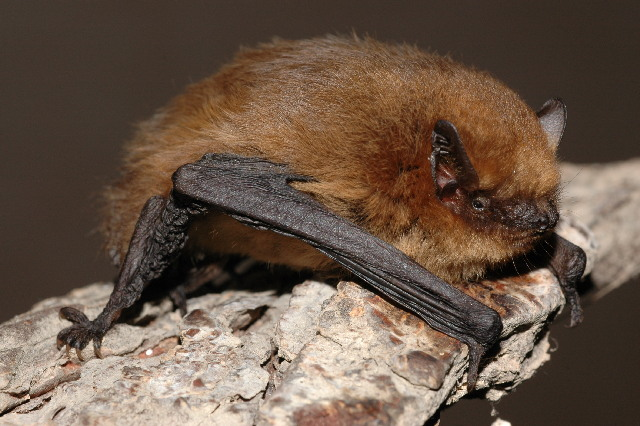
Pipistrellus pygmaeus

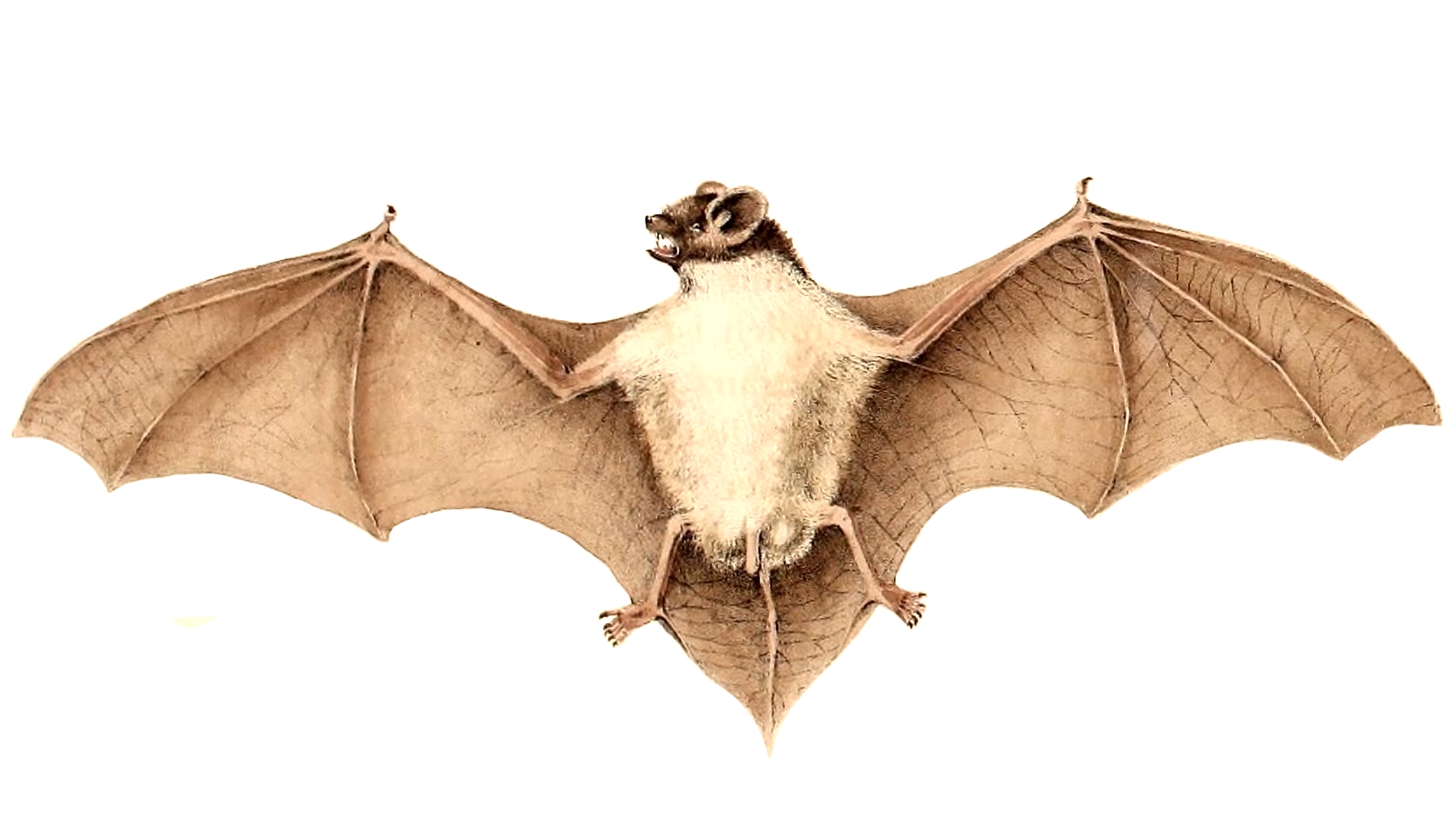
Pipistrellus rueppellii (il·lustració del 1826)

Pipistrellus és un gènere de ratpenats de la família dels vespertiliònids, el qual comprèn set subgèneres i una vuitantena d'espècies.

## Taxonomia
- Ratpenat de Taiwan (Pipistrellus abramus) (Temminck, 1840)
- Ratpenat d'Adams (Pipistrellus adamsi) (Kitchener, Caputi & Jones, 1986)
- Ratpenat de Kenya (Pipistrellus aero) (Heller, 1912)
- Ratpenat de Nova Guinea (Pipistrellus angulatus) (Peters, 1880)
  - Pipistrellus angulatus angulatus (Peters, 1880)
  - Pipistrellus angulatus ponceleti (Troughton, 1936)
- Pipistrel·la de l'Himàlaia (P. babu)
- Ratpenat de Kelaart (Pipistrellus ceylonicus) (Kelaart, 1852)
  - Pipistrellus ceylonicus borneanus (Hill, 1963)
  - Pipistrellus ceylonicus ceylonicus (Kelaart, 1852)
  - Pipistrellus ceylonicus indicus (Dobson, 1878)
  - Pipistrellus ceylonicus raptor (Thomas, 1904)
  - Pipistrellus ceylonicus shanorum (Thomas, 1915)
  - Pipistrellus ceylonicus subcanus (Thomas, 1915)
  - Pipistrellus ceylonicus tongfangensis (Wang, 1966)
- Ratpenat muntà de Nova Guinea (Pipistrellus collinus) (Thomas, 1920)
- Ratpenat de l'Índia (Pipistrellus coromandra) (Gray, 1838)
- Ratpenat desèrtic (Pipistrellus deserti) (Thomas, 1902)
- Ratpenat de Honshu (Pipistrellus endoi) (Imaizumi, 1959)
- Pipistrellus hanaki (Benda i Hulva, 2004)
  - Pipistrellus hanaki creticus (Benda, 2009)
  - Pipistrellus hanaki hanaki (Hulva i Benda, 2004)
- Pipistrellus hesperidus (Temminck, 1840)
  - Pipistrellus hesperidus fuscatus (Thomas, 1901)
  - Pipistrellus hesperidus hesperidus (Temminck, 1840)
  - Pipistrellus hesperidus subtilis (Sundevall, 1846)
- Ratpenat d'Aellen (Pipistrellus inexspectatus) (Aellen, 1959)
- Ratpenat de Java (Pipistrellus javanicus) (Gray, 1838)
  - Pipistrellus javanicus camortae (Miller, 1902)
  - Pipistrellus javanicus javanicus (Gray, 1838)
  - Pipistrellus javanicus meyeni (Waterhouse, 1845)
  - Pipistrellus javanicus peguensis (Sinha, 1969)
- Ratpenat de vores clares (Pipistrellus kuhlii) (Kuhl, 1817)
  - Pipistrellus kuhlii ikhwanius (Cheesman i Hinton, 1924)
  - Pipistrellus kuhlii kuhlii (Kuhl, 1817)
  - Pipistrellus kuhlii lepidus (Blyth, 1845)
- Ratpenat canària (Pipistrellus maderensis) (Dobson, 1878)
- Ratpenat de Minahassa (Pipistrellus minahassae) (A. Meyer, 1899)
- Ratpenat de Murray (Pipistrellus murrayi) (Andrews, 1900)
- Ratpenat suau (Pipistrellus nanulus) (Thomas, 1904)
- Ratpenat fals (Pipistrellus nathusii) (Keyserling & Blasius, 1839)
- Pipistrellus papuanus (Peters & Doria, 1881)
- Ratpenat del sud de la Xina (Pipistrellus paterculus) (Thomas, 1915)
  - Pipistrellus paterculus paterculus (Thomas, 1915)
  - Pipistrellus paterculus yunnanensis (Wang, 1982)
- Ratpenat de Daar-es-Salaam (Pipistrellus permixtus) (Aellen, 1957)
- Pipistrel·la (Pipistrellus pipistrellus) (Schreber, 1774)
  - Pipistrellus pipistrellus aladdin (Thomas, 1905)
  - Pipistrellus pipistrellus pipistrellus (Schreber, 1774)
- Ratpenat soprano (Pipistrellus pygmaeus) (Leach, 1825)
  - Pipistrellus pygmaeus cyprius (Benda, 2007)
  - Pipistrellus pygmaeus pygmaeus (Leach, 1825)
- Pipistrellus raceyi (Bates, Ratrimomanarivo, Harrison & Goodman, 2006)
- Ratpenat de Ruppell (Pipistrellus rueppellii) (J. Fischer, 1829)
  - Pipistrellus rueppellii coxi (Thomas, 1919)
  - Pipistrellus rueppellii fuscipes (Thomas, 1913)
  - Pipistrellus rueppellii pulcher (Dobson, 1875)
  - Pipistrellus rueppellii rueppellii (J. Fischer, 1829)
  - Pipistrellus rueppellii senegalensis (Dorst, 1960)
  - Pipistrellus rueppellii vernayi (Roberts, 1932)
- Ratpenat rovellat (Pipistrellus rusticus) (Tomes, 1861)
  - Pipistrellus rusticus marrensis (Thomas i Hinton, 1923)
  - Pipistrellus rusticus rusticus (Tomes, 1861)
- Ratpenat d'ales estretes (Pipistrellus stenopterus) (Dobson, 1875)
- Ratpenat de les illes Bonin (Pipistrellus sturdeei) (Thomas, 1915)
- Ratpenat tènue (Pipistrellus tenuis) (Temminck, 1840)
  - Pipistrellus tenuis mimus (Wroughton, 1899)
  - Pipistrellus tenuis murrayi (Andrews, 1900)
  - Pipistrellus tenuis nitidus (Tomes, 1859)
  - Pipistrellus tenuis ponceleti (Troughton, 1936)
  - Pipistrellus tenuis portensis (Allen, 1906)
  - Pipistrellus tenuis sewelanus (Oei, 1960)
  - Pipistrellus tenuis subulidens (Miller, 1901)
  - Pipistrellus tenuis tenuis (Temminck, 1840)
- Ratpenat de Watts (Pipistrellus wattsi) (Kitchener, 1986)
- Ratpenat de l'oest d'Austràlia (Pipistrellus westralis) (Koopman, 1984)